# ذا بولد أند ذا بيوتيفول
ذا بولد أند ذا بيوتيفول (بالإنجليزية: The Bold and the Beautiful)‏ هو مسلسل دراما تم إنتاجه في الولايات المتحدة، عرض لأول مرة في 23 مارس 1987 وبلغ عدد حلقاته 8000 حلقة، وتبلغ مدة الحلقة الواحدة 19 دقيقة. المسلسل من تأليف لي فيليب بيل ومن إخراج جنيفر هوارد. فاز المسلسل بجائزة إيمي دايتايم لأفضل مسلسل دراما. منذ العرض الأول، أصبح المسلسل هو الأكثر مشاهدة في العالم، بجمهور يقدر عددهم بـ 26 مليون مشاهد.

## وصلات خارجية
- ذا بولد أند ذا بيوتيفول على موقع IMDb (الإنجليزية)
- ذا بولد أند ذا بيوتيفول على موقع ميتاكريتيك (الإنجليزية)
- ذا بولد أند ذا بيوتيفول على موقع كينوبويسك (الروسية)
- ذا بولد أند ذا بيوتيفول على موقع ألو سيني (الفرنسية)
- ذا بولد أند ذا بيوتيفول على موقع قاعدة بيانات الفيلم (الإنجليزية)